# Чучер-Сандево (община)
Чучер-Сандево (макед. Општина Чучер-Сандево) — община в Северной Македонии. Расположена в центральной части страны. Население составляет 8 493 человека (2002 год).
Административный центр — село Чучер-Сандево.
Площадь территории общины 240,78 км².
Этническая структура населения в общине по переписи населения 2002 года:
- македонцы — 4 019 чел. (47,3%);
- сербы — 2 426 чел. (28,6%);
- албанцы — 1 943 чел. (22,9%);
- остальные — 105 чел. (1,2%)